# Paladins
Paladins: Champions of the Realm (укр. Паладіни: Чемпіони світу) — геройський шутер від першої особи незалежної приватної американської відеоігрової компанії Hi-Rez Studios. Гра була розроблена Evil Mojo, внутрішньою студією Hi-Rez, і була безкоштовно випущена 8 травня 2018 року для Microsoft Windows, PlayStation 4 і Xbox One, а потім вийшла версія для Nintendo Switch 12 червня 2018 року.
Гра стала доступна в ранньому доступі в Steam у вересні 2016. Згідно з даними Steam Spy, за перший тиждень після релізу в Steam була завантажена 800 тисяч разів і увійшла до десятки найпопулярніших безкоштовних ігор. Відкрите бета тестування для PlayStation 4 та Xbox One розпочалося 3 травня 2017 року. Версія відрізняється лише тим, що керування відбувається на геймпаді.

## Сюжет
Дія «Паладинів» розгортається у науково-фантастичному світі під назвою Королівство. Є елементи як фентезі, так і наукової фантастики, включаючи солдатів середньовіччя, які замість мечів використовують вогнепальну зброю, таку як рушниці та штурмові гвинтівки.
У "Paladins" відбувається конфлікт між двома фракціями: Магістрат і Супротив/Паладини. Причина конфлікту - магія, Магістрат хоче монополізувати усі джерела магії та контролювати її аби отримати безмежну владу, Супротив навпаки, вважає що магія повинна бути доступною всім і кожному бо як інакше жити в магічному світі. Протистояння не обмежується лише двома сторонами, звісно як і в будь якій війні тут є союзники, для Магістрату це потвори з Безодні, а для Супротиву - магічні створіння Природи. Не слід також забувати і про найманців, істот інших вимірів та богів, що зібралися по обидві сторони барикад вести запеклий бій.

## Ігровий процес
Paladins має різних героїв, тут їх називають чемпіонами. Кожен з чемпіонів належить до одного з чотирьох класів: Frontline (Танк), Damage (Шкода), Support (Підтримка) та Flank (флангер). На відміну від інших моба-шутерів в Paladins недостатньо тільки вміння грати, потрібна тактика, стратегія та координація; тільки граючи як команда ви зможете здобути перемогу. У грі наявна система швидких голосових команд (VGS), вона слугує замінником рації - для швидкої інформації союзникам. Проте звісно, тут є як текстовий так і голосовий чат. Гравець необмежений своїм класом та може грати ким завгодно так як завгодно, для цього у грі уснує система Талантів, Колод та Магазину. Гра дає можливість поєднавши ці 3 компоненти перетворити Чемпіона підтримки на флангера або ж Чемпіона танка на підтримку. 
- Frontline (Танк): герої, які служать щитом команди, для цього не обов'язково мати щит в буквальному сенсі, деякі танки мають велику кількість здоров'я та можливість самостійно регенерувати, а деякі прекрасно відвертають на себе увагу раптовим візитом до ворожого Чемпіона підтримки.
- Damage (Шкода): герої, головна задача яких - створити переважний вогонь. Гравцю дають можливість стріляти з кулемета як Віктор або ж взяти до рук магічні сюрікени Тіберіуса.
- Support (Підтримка): чемпіони з цілющими здібностями. Вони теж не обмежуються тільки зціленням своєї команди, Чемпіони підтримки можуть також захищати від ворожих флангерів або ж збільшувати вашу швидкість для зміни позиції і не тільки.
- Flank (флангер): чемпіони, найагресивніші з усієї команди, їх задача - швидко знешкоджувати ворогів, що відбились від команди або ж тих, ховається у спробі зцілитися після бою. У той час як більшість флангових героїв дещо кволі, з меншим запасом здоров'я, ніж будь-якої іншої ролі, їх висока мобільність забезпечує непогане виживання та роптовість їхніх дій.

У грі є 59 Чемпіонів, 5 з яких доступні з самого початку для нових гравців. Крім того, 12 Чемпіонів також тимчасово доступні для безоплатного користування на два тижні ротації. Гравці можуть постійно отримувати додаткових чемпіонів за допомогою золота, що здобувається у процесі гри за виконання цікавих завданнь або відвищення свого рівня. 

### Режими
У грі є різні режими:
- Облога: "основний" режим гри, дві команди змагаються один з одним для захоплення центральної точки на карті і, в разі успіху, штовхають вантаж з вибухівкою, що з'являється на точці та їде на базу супротивника. Кожна успішна доставка вантажу, захист від нього або захоплення точки дають одне очко. Перша команда, яка дійде до 4 очок, виграє гру.
- Натиск: команди борються на великій бойовій зоні, у спробі взяти під контроль точки і заробляти очки. Вбиваючи одного ворога команді зачислюється 5 очок, у той час як контроль над бойовою зоною команда заробляє 1 очко в секунду. Команда, яка першою набрала 400 очок, або команда із найбільшою кількістю очок після 10 хвилин, виграє гру.
- Командний бій на смерть: класичний режим гри у більшості першої особи шутерах, де дві команди б'ються один проти одного. Перша команда, яка набере 40 вбивств, виграє гру.
- Рейтинг: той самий режим гри, що й облога, однак, коли гравці вибирають чемпіона, кожна команда може вибрати чотирьох чемпіонів для заборони, що робить їх недоступними для жодної з команд. Крім того, кожна команда може бачити обраних і відібраних чемпіонів суперника, і як тільки чемпіона вибирає будь-який гравець команди, інша команда не може використовувати цього самого чемпіона.

### Картки
Система карт - це здатність посилювати свого Чемпіона. Кожен Чемпіон має один набір за умовчуванням (колекцію карт), які не можуть бути видалені. Ви можете створити 6 власних конфігурацій (колод) під різні стилі гри. Набір містить 5 карт і 15 очок, кожна карта, має рівень він дорівнює одному очку і може мати максимальне значення 5. Кожен гравець отримує всі карти персонажа, коли персонажа буде розблоковано. Картки можуть сильно змінити ваш ігровий досвід, одні зменшують перезаряджання деяких умінь, другі збільшують вашу швидкість за деяких умов, а треті можуть дати вам більше здоров'я. Окрім того уснують таланти, вони стоять над картками і в беті мали назву "легендарні картки". Таланти визначають ваш стиль гри напряму і можуть непросто вплинути нас, а навіть на ваших союзників. Всього кожен Чемпіон має по три таланти, що розблоковуються шляхом підняття рівня. 

### Магазин
Предмети дають особливі бонуси під час гри, схожі на карти, але придбаються за кредити -  валюта, здобута в поєдинку за вбивства ворогів, штовхання вантажу, або захоплення точок. Ці елементи можуть надавати спеціальні бонуси, такі як бонусну шкоду на щити або вампіризм або пришвидшення накопичення суперудару. Предмети мають три рівні і є спільними для всіх чемпіонів. Різні класи купують різні предмети аби збільшити свою ефективність на полі бою. 

## Розробка

### Реліз
Вперше гра була офіційно анонсована на початку серпня 2015 року. Закрите бета-тестування Паладінів почалося 17 листопада 2015 року. У відкритій бета-версії гра вперше з’явилася 16 вересня 2016 року в програмі раннього доступу Steam. Протягом тижня після запуску відкритої бета-версії в Steam, гра досягла 800 000 завантажень і увійшла в десятку найпопулярніших ігор у Steam.
У червні 2018 року, через місяць після офіційного релізу (відкрита бета-версія), гра досягла в середньому 18 000 активних гравців на день. У листопаді 2016 року гра перевищила позначку в чотири мільйони, а в середині травня 2017 року розробник оголосив, що в грі вже зареєстровано понад одинадцять мільйонів учасників. У 2018 році кількість гравців у грі перевищила від 30 до 35 мільйонів. У березні 2020 року Hi-Rez повідомила, що кількість гравців Паладінів перевищила 40 мільйонів. У грудні 2020 року Паладіни перевищила 45 мільйонів гравців, що робить її однією з найбільш популярних відеоігор за кількістю гравців.

### Paladins Strike
Paladins Strike — це мобільна версія гри, запущена в травні 2018 року. У Paladins Strike присутні більшість персонажів оригінальної гри з усіма їх здібностями, адаптованими відповідно до канонів жанру MOBA. Тут також гра заснована на боях 5 на 5. Бої проводяться в режимі реального часу з ізометричним видом зверху. Paladins Strike безкоштовна: гра покладається на мікротранзакції та покупки в додатку.

### Realm Royale
Realm Royale — це версія гри в жанрі шутера від третьої особи, яка була запущена в червні 2018 року за допомогою програми раннього доступу Steam. У січні 2018 року Hi-Rez вирішив надати Paladins відповідний режим під назвою Paladins: Battlegrounds.  Пізніше режим став окремою грою під назвою Realm Royale. Гра є безкоштовною, інтегруючи мікротранзакції та покупки в додатку.

## Е-спорт
Paladins — це назва, в яку грають в кіберспорті. Ліга кіберспорту Paladins Premier League (PPL) була заснована у співпраці між студією розробників і WESA. Це обіцяє електронним спортсменам-учасникам фіксовану зарплату та підтримку від клубів.
1 серпня 2017 року стартувала Paladins Global Series — турнір спільноти з призами вартістю 350 000 доларів США. Про це було оголошено на DreamHack у Валенсії. Ця подія стала найбільшим кіберспортивним турніром у світі. Щомісяця проводяться регіональні ПК-турніри, в яких можуть брати участь гравці з Південно-Східної Азії, Московії, Північної Америки, Бразилії, Латинської Америки, Європи та Океанії. У перші 3 тижні кожного місяця проводяться турніри з відкритою сеткою, де аматори можуть проявити себе та кваліфікуватися на щомісячний турнір. Фактична глобальна серія стартує 1 серпня і триватиме 10 місяців із щомісячними виплатами. Потім події також транслюються на таких сервісах, як Twitch або Facebook.
Зараз у Паладінах активна кіберспортивна сцена з кількома великими турнірами на рік, такими як Чемпіонат світу та змагання DreamHack (станом на грудень 2019 року).

### Event
З 2020 року Паладіни проводить щорічну подію під назвою «Crystal Awards», церемонію нагородження, яку голосували користувачі, спрямовану на те, щоб висвітлити спільноту Паладінів. Evil Mojo обирає чотирьох фіналістів у кількох категоріях, тоді як спільнота голосує за одного фіналіста для кожної нагороди. Після цього Hi-Rez Studios оголошує переможців під час чемпіонату світу Паладінів.

## Сприйняття
| Агрегатор  | Оцінка                |
| ---------- | --------------------- |
| Metacritic | PC: 83/100 NS: 74/100 |

| Видання               | Оцінка |
| --------------------- | ------ |
| Eurogamer             | 8/10   |
| IGN                   | 8.4/10 |
| Nintendo Life         | 7.7/10 |
| Nintendo World Report | 6.5/10 |
| Pocket Gamer          | 3.5/5  |

Версія Паладінів для Microsoft Windows отримала «загалом схвальні відгуки», а версія Nintendo Switch отримала «змішані або середні відгуки», згідно з аґреґатором оглядів Metacritic. Протягом тижня після релізу на Steam, гра вже привернула 800 000 скачувань і була однією з найпопулярніших топ-10 безкоштовних ігор сервісу. Станом на вересень 2017 року, через рік після її виходу, вона досягла понад 17 мільйонів завантажень, в середньому 30 000 активних гравців щодня.
IGN оцінив Паладіни 8,4/10, зазначивши: «Працюючи на основі міцної та досить збалансованої основи безкоштовного геройського шутера, здатність Паладінів до експериментів є його найбільшою силою» та «Незалежно від того, чи це основний режим, який інкапсулює командну роботу Аспекти або дизайн персонажів, які відразу переливаються творчістю, Паладіни: Чемпіони світу явно виділяється серед конкуренції». Gamereactor оцінив гру на 7/10, вихваляючи різноманітних персонажів, налаштування та карти, заявляючи, що «Паладіни можуть просто виграти вас, якщо ви спробуєте, і ми однозначно рекомендуємо вам це зробити». Canard PC поставив Паладінам 7/10, зобразивши його як «конкурентну FPS» і похваливши гру, незважаючи на схожість між грою та Overwatch. Ден Ліпскомб з Nintendo Insider оцінив гру на 8/10, назвавши її «приголомшливим досвідом» і що «вона швидко розвивається з надійною механікою стрільби, і хоча деякі з чемпіонів трохи загальні, вона намагається, а це більше, ніж інші можуть сказати в жанрі стрілянини». Common Sense Media поставила грі 4/5 зірок, описуючи її як «барвисту багатокористувацьку арену», яка «пропонує шалене командне задоволення». Рік Коулі з Pocket Gamer поставив зірки 3,5/5, пояснивши, що "Паладіни насправді досить веселий шутер. У ньому багато глибини, а широкий набір персонажів і здібностей означає, що всі смаки задовольняються. Але все це просто відчувається трішки відсторонено. Це так старається бути тим, чим це не є, і ніколи не подвоює свої ідеї чи ідентичність". GamesRadar+ похвалила та захищала Паладіни щодо подібності з Overwatch, заявляючи, що «Перемотайте вперед через два роки, і Паладіни виглядають здоровішим, ніж будь-коли. Нарешті гра стала вільною від необхідності захищатися від цих невпинних порівнянь, оскільки привіт - Швидкий розвиток Rez Studios і програма, орієнтована на кіберспорт, наділили її ідентичністю, яка виділяється з усього іншого на ринку». Eurogamer високо оцінив версію Nintendo Switch, сказавши, що «Паладіни мають чудовий шанс сяяти тут, і це робить» і що «Загалом, у представленні Паладінів на Switch є багато поваги. Hi-Rez досяг один із найближчих збігається з іншими доступними версіями, створюючи назву 60 кадрів в секунду, де онлайн-конкуренція з гравцями Xbox One буде збалансованою та справедливою». Паул Тассі з Forbes відзначив схожість між Паладінами і Overwatch, пояснивши, що вони засновані на архетипах: «Я не думаю, що Паладіни зробили щось відверто зловмисне зі своїм дизайном персонажів, але вони повинні усвідомити, що випуск цих типів героїв, коли Overwatch є домінування на ринку буде виглядати дуже «я теж!» з них, і хоча класові архетипи існують з певної причини, я думаю, що Паладіни блукали надто близько до лінії на піску тут». Пет Керлі з Republic of Players дав позитивну рецензію, описуючи ігровий процес як «плавкий і чуйний», називаючи гру «дуже зручною для споживачів» щодо мікротранзакцій і заявляючи, що «Паладіни: Чемпіони світу — це гра, яку потрібно купити».. PC Zone назвала Паладіни 2-м у своєму рейтингу «5 найкращих безкоштовних ігор у Steam у 2020 році», назвавши його «привабливим». PlayStation LifeStyle вніс гру до списку «7 найкращих безкоштовних ігор для PS4, у які ви не зможете перестати грати», вказавши, що «Ця гра отримує багато критики за те, що її називають грабуванням Overwatch, але Паладіни краще, ніж це". CulturedVultures поставив Паладіни на 3-е місце у своєму списку «20 найкращих безкоштовних ігор у Steam», оголосивши, що «Паладіни: Чемпіони світу пропонує те, що робить Overwatch без будь-яких гонорарів: славетні та веселі командні битви з персонажами, які носять зброю та володіють магією, кожен із фоновою історією, на добре розроблених картах». TheGamer поставив гру на 9-е місце в списку 10 найкращих «Безкоштовних ігор із перемикачами, які насправді варті уваги».

### Суперечки
У відповідь на звинувачення в тому, що гра є клоном Overwatch, головний операційний директор Hi-Rez Тодд Гарріс сказав: «Хоча Overwatch – чудова гра, вона не була джерелом натхнення для Паладінів. Розробка ігор – це інтерактивний процес, у якому використовуються ідеї з багатьох попередніх проєктів. Для жанру шутерів з героями найбільше заслуговує Team Fortress 2. Ще в 2010 році ми випустили класовий шутер під назвою Global Agenda, заснований на TF2. Паладіни замислювався як фантастична версія Global Agenda і приблизно 85 бойові здібності, які зараз є у Паладінах, переважна більшість взята з гри Global Agenda, яку ми зробили 10 років тому”.
У 2018 році генеральний директор Hi-Rez Studios Стью Чисам вказав на подібність між Ешем і останнім бійцем Overwatch Бріджіт Ліндхольм, заявивши: «Якби я випадково помітив і вказав на якісь подібності між цими двома персонажами, це зробило б мене Горщик, який називає Чайник чорний чи Чайник, який називає Горщик чорним? Це не дасть мені заснути сьогодні ввечері, якщо я не отримаю чіткої відповіді».
У рекламі, випущеній у 2018 році, Paladins Strike використала ілюстрацію з Overwatch. Артдиректор Hi-Rez Studios відповів: «Це мистецтво було створено закордонною партнерською студією для Paladins Strike і не мало особливого контролю над створенням контенту з боку будь-кого із співробітників Hi-Rez. Ми розглянемо це негайно.
Скриньки зі здобиччю, представлені у грі після оновлення, зазнали критики з боку гравців, що могло зробити гру надто високою для виграшу. Гра також отримала ці звинувачення, коли представила нову внутрішньоігрову валюту у бета-патчі.

### Нагороди
| Нагороди                          | Категорія | Результат     | Примітки |
| --------------------------------- | --- | ------------- | -------- |
| PAX West 2016–Best of Show Awards | style="background: #99FF99; color: black; vertical-align: middle; text-align: center; " class="yes table-yes2"\|Перемога | [ 71 ] [ 72 ] |          |
| Global Game Awards                | style="background: #99FF99; color: black; vertical-align: middle; text-align: center; " class="yes table-yes2"\|Перемога | [ 73 ] [ 74 ] |          |
| Steam Awards                      | style="background: #FDD; color: black; vertical-align: middle; text-align: center; " class="no table-no2"\|Номінація     | [ 75 ] [ 76 ] |          |
| Youtube Creator Awards            | style="background: #99FF99; color: black; vertical-align: middle; text-align: center; " class="yes table-yes2"\|Перемога | [ 77 ] [ 78 ] |          |
| Golden Joystick Awards            | style="background: #FDD; color: black; vertical-align: middle; text-align: center; " class="no table-no2"\|Номінація     | [ 79 ] [ 80 ] |          |
| Global Game Awards                | style="background: #99FF99; color: black; vertical-align: middle; text-align: center; " class="yes table-yes2"\|Перемога | [ 81 ] [ 82 ] |          |